# (33342) 1998 WT24
(33342) 1998 WT24 هو كويكب آتون يبلغ قطره حوالي 900 متر تقع في منطقة نفوذ كوكب الزهرة ولديه لقاءات قريبة ومتكررة مع عطارد، الزهرة، والأرض.
كما أنه واحد من الكويكبات التي قد تكون أجرام كامنة المخاطر والكويكب العاشر من كويكبات آتن المرقمة. الكويكب كان في اقرب نقطة من الأرض في 11 ديسمبر عام 2015، ومر على مسافة نحو 4.2 مليون كيلومتر (2.6 مليون ميل، 11 مرة ضعف مسافة القمر) وبلغ القدر الظاهري للكويكب نحو 11.

## وصلات خارجية
- IMAGES OF ASTEROID 1998 WT24 - ناسا
- Physical properties of near-Earth Asteroid (33342) 1998 WT24 - shape model of 1998 WT24 from Goldstone and Arecibo radar imaging 2001
- Radar Investigations of Asteroid 33342 (1998 WT24) in December 2001 with Evpatoria-Medichina and Goldstone-Medichina Bistatic Systems
- (33342) 1998 WT24 في قاعدة بيانات مختبر الدفع النفاث لأجرام النظام الشمسي الصغيرة

- الاكتشاف · مخطط المدار ·  العناصر المدارية · المعلمات المادية